# 하시마군

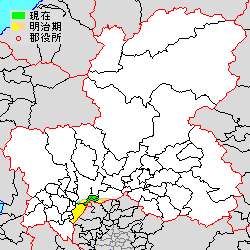
하시마군의 위치

하시마군(일본어: 羽島郡)은 일본 기후현에 있는 군이다.
인구 48,061명, 면적 18.21km², 인구밀도 2,639명/km².(2025년 2월 1일, 추계인구)
이하 2정으로 구성된다.
- 가사마쓰정(笠松町)
- 기난정(岐南町)

## 군역
- 1897년 4월 1일 - 군제시행에 따라 하구리군(羽栗郡)·나카시마군(中島郡)의 구역으로 하시마군(羽島郡)이 발족. 동시에 아래 정촌의 통합이 이루어져 하구리군 가와시마촌(川島村)(현 가카미가하라시)·가사마쓰정(笠松町)(현 가사마쓰정)·다케가하나정(竹ヶ鼻町)(현 하시마시)·야나이즈촌(柳津村)(현 기후시)·나카시마군 홋쓰촌(堀津村)(현 하시마시)과 신설된 15촌이 소속됨. 따로 적은 경우 외는 현 하시마시.(2정 18촌)
  - 아지카촌(足近村) ← 하구리군 미나미주쿠촌, 이치바촌, 기타주쿠촌, 사카이촌, 스구미치촌, 고아라이촌, 미나미노카와촌
  - 가미하구리촌(上羽栗村) ← 하구리군 노나카촌, 후세야촌, 헤이지마촌, 미야케촌, 와카미야지촌: 현 기난정
  - 야쓰루기촌(八剣村) ← 하구리군 시모인지키촌, 가미인지키촌, 도쿠다촌, 야쿠시지촌: 현 기난정
  - 마쓰에다촌(松枝村) ← 하구리군 나가이케촌, 기타오요비촌, 덴다이촌, 가도마촌: 현 가사마쓰정
  - 시모하구리촌(下羽栗村) ← 하구리군 나카노촌, 고메노촌, 엔조지촌, 무도지촌, 에가와촌: 현 가사마쓰정
  - 나카야촌(中屋村) ← 하구리군 오자노촌, 마쓰모토촌, 가미나카야촌, 시모나카야촌, 나루키요촌, 가미오키촌: 현 가카미가하라시
  - 고야부촌(小薮村) ← 나카시마군 고야부촌, 우마미나미신덴, 오스촌(일부), 야가미촌(일부)
  - 시모나카시마촌(下中島村) ← 나카시마군 시로야시키촌, 이치노에다촌, 이시타촌, 니시카가노이촌
  - 에기라촌(江吉良村) ← 나카시마군 에기라촌, 후나바시촌
  - 가미나카시마촌(上中島村) ← 나카시마군 나카촌, 오키촌, 이시키촌, 나가마촌, 우마키타신덴
  - 후쿠주촌(福寿村) ← 하구리군 혼고촌, 히라카타촌, 마지마촌, 아사히라촌
  - 고마즈카촌(駒塚村) ← 나카시마군 고마즈카촌, 하치지리촌, 이가라촌, 기쓰네아나촌
  - 오구마촌(小熊村) ← 하구리군 니시오구마촌, 히가시오구마촌, 가와모리촌, 시마촌
  - 마사키촌(正木村) ← 나카시마군 오우라촌, 마가리촌, 스카촌, 아라이촌, 미쓰야나기촌, 하구리군 사카마루촌, 미쓰호지촌, 후와이시키촌, 모리촌, 미나미오요비촌
  - 나카시마군 야가미촌의 잔여부가 오스촌의 잔여부를 편입해서 하시마군 야가미촌(八神村)이 됨.
- 1926년 5월 1일 - 고마즈카촌이 다케가하나정에 편입.(2정 17촌)
- 1927년 4월 1일 - 야가미촌·고야부촌이 합병하여, 구와바라촌(桑原村)이 발족.(2정 16촌)
- 1950년 8월 1일 - 마쓰에다촌이 가사마쓰정에 편입.(2정 15촌)
- 1954년 4월 1일 - 다케가하나정·아지카촌·오구마촌·마사키촌·후쿠주촌·에기라촌·홋쓰촌·가미나카시마촌·시모나카시마촌·구와바라촌이 합병하여, 하시마시(羽島市)가 발족, 군에서 이탈.(1정 6촌)
- 1955년
  - 2월 11일 - 나카야촌이 이나바군 사라키촌·마에미야촌과 합병하여 이나바군 이나바정(稲羽町)이 발족.(1정 5촌)
  - 4월 1일 - 가사마쓰정·시모하구리촌이 합병하여, 새로이 가사마쓰정이 발족.(1정 4촌)
- 1956년
  - 9월 26일
    - 야쓰루기촌·가미하구리촌이 합병하여, 기난촌(岐南村)이 발족.(1정 3촌)
    - 야나이즈촌이 이나바군 사바촌을 편입한 후 정제 시행으로 야나이즈정(柳津町)이 됨.(2정 2촌)

  - 10월 1일
    - 기난촌이 정제 시행으로 기난정(岐南町)이 됨.(3정 1촌)
    - 가와시마촌이 정제 시행으로 가와시마정(川島町)이 됨.(4정)
- 2004년 11월 1일 - 가와시마정이 가카미가하라시에 편입.(3정)
- 2006년 1월 1일 - 야나이즈정이 기후시에 편입.(2정)